# جالاناش (استان قزل‌اوردا)
جالاناش (به قزاقی: Zhalanash) یک منطقهٔ مسکونی در قزاقستان است که در شهرستان آرال واقع شده‌است. جالاناش ۷۰۰ نفر جمعیت دارد.